# Auguste Alexandre Millot
Auguste Alexandre Millot, dit Auguste Millot, est un peintre français né le 2 août 1852, à Colméry, dans la Nièvre, et mort à Neuilly-sur-Seine, le 29 novembre 1916.

## Biographie
Arrivé à Paris au début de l'année 1878, il entre à l'École nationale des Beaux-Arts dans l'atelier de Henri Lehmann. Le 7 septembre 1887, il épouse Marie Baucher et la même année, en octobre, il devient professeur de dessin au collège Chaptal, à Paris. Auguste Millot meurt le 29 novembre 1916 à Neuilly-sur-Seine.

## Œuvres dans les collections publiques
- Saint-Jean-Baptiste prêchant dans le Désert (92x180 cm), toile exposée dans l'église de Colméry
- La Forge (150x115 cm), conservée au Musée de la Faïence et des Beaux-Arts de Nevers[2]